# Hippocampus comes
Hippocampus comes — вид риб з родини іглицевих (Syngnathidae). Належить до уразливих видів.

## Характеристика
Голова розташована під прямим кутом до тіла. Рило риби видовжене, рот трубчастий, що дозволяє всмоктувати їжу. Живиться планктоном, коралами, маленькими креветками і дрібними рибами. Довжина рила 2,2 довжини голови. Тіло морського коника вкрито кістковими пластинками. Плавають вертикально. Розмір цього виду становить приблизно 15 см у довжину, самці значно крупніші за самок. Максимальний розмір становить 18,7 см.
Найбільш поширені кольори — чергування жовтого і чорного. Хвіст смугастий — від живота до кінчика. Особливістю цього морського коника є те, що він не має постійного кольору. Даний вид може змінювати своє забарвлення в залежності від навколишнього середовища, раціону живлення, а також у хвилини небезпеки. Тривалість життя у дикій природі від 1 до 5 років, у неволі живуть до 1,5 років.

## Ареал та місця існування
Морський коник тигрохвостий поширений у Західній частині Тихого океану біля прибережних зон Індії, Індонезії, Малайзії, Філіппін, Сингапуру, Таїланду та В'єтнаму. Природним місцем перебування є субліторальна зона, коралові рифи, саргасові водорості. Полюбляє теплі води, з температурою не нижче 22 градусів Цельсія. Ця риба плаває на глибині до 10-12 метрів.   

## Біологія та екологія
Нерест відбувається увесь рік. Після складних шлюбних ігор самиця відкладає ікру (за допомогою короткого генітального соска) до мішечка для дозрівання біля основи хвоста самця. Після 2-3 тижнів самець сильними рухами з мішка виштовхують цілком розвинених мальків.
Даний вид використовується традиційною китайською медициною, а також тигрохвостого морського коника розводять для акваріумів.

## Генетика
У геномі цих морських коників у грудні 2016 року знайдені еволюційні зміни, що привели до вагітності у самців і незвичайної анатомії іглицевих риб 

## Загрози та охорона
Оскільки місця існування даного виду морського коника це акваторії, які сприятливі для дайвінгу, то ця риба нерідко стає жертвою любителів екзотичних сувенірів, який, на жаль, знаходиться під загрозою знищення.
Імпорт і експорт тигрохвостого морського коника перебуває під контролем у рамках СІТЕС з 15 травня 2004 р. .